# Rozkład jazdy

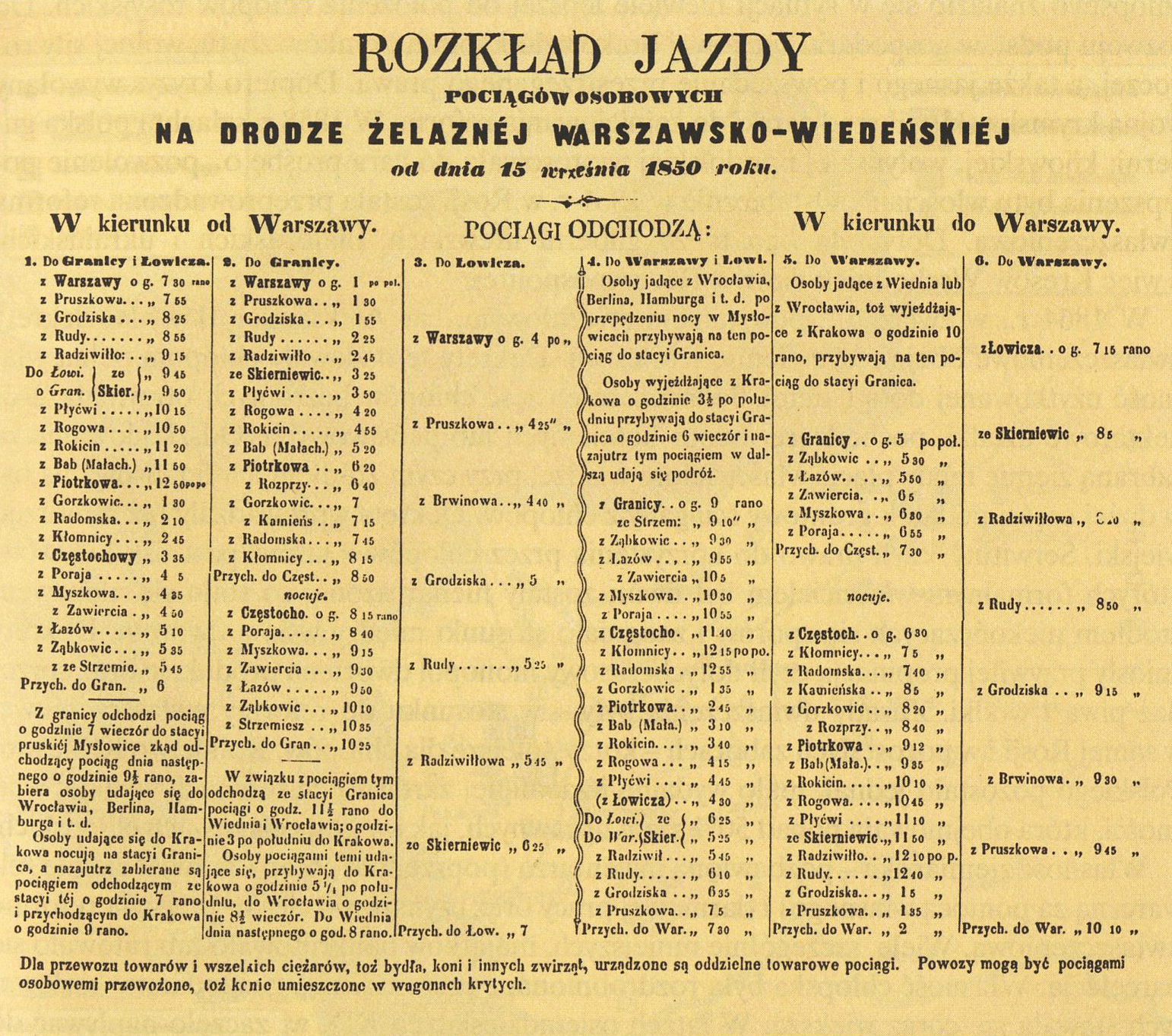
Rozkład jazdy Kolei Warszawsko-Wiedeńskiej z 1850 r.

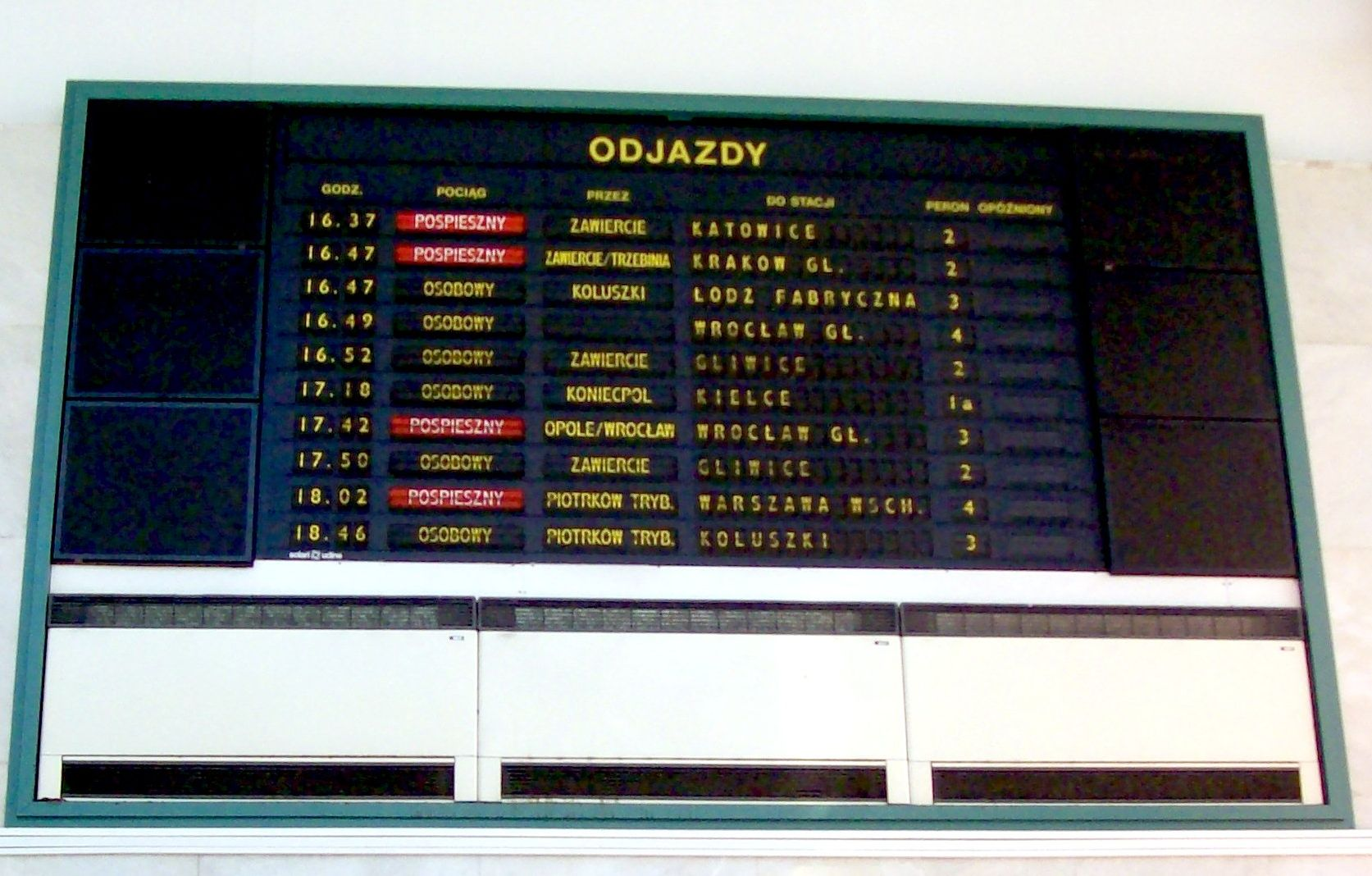
Elektroniczna tablica z rozkładem jazdy na dworcu w Częstochowie

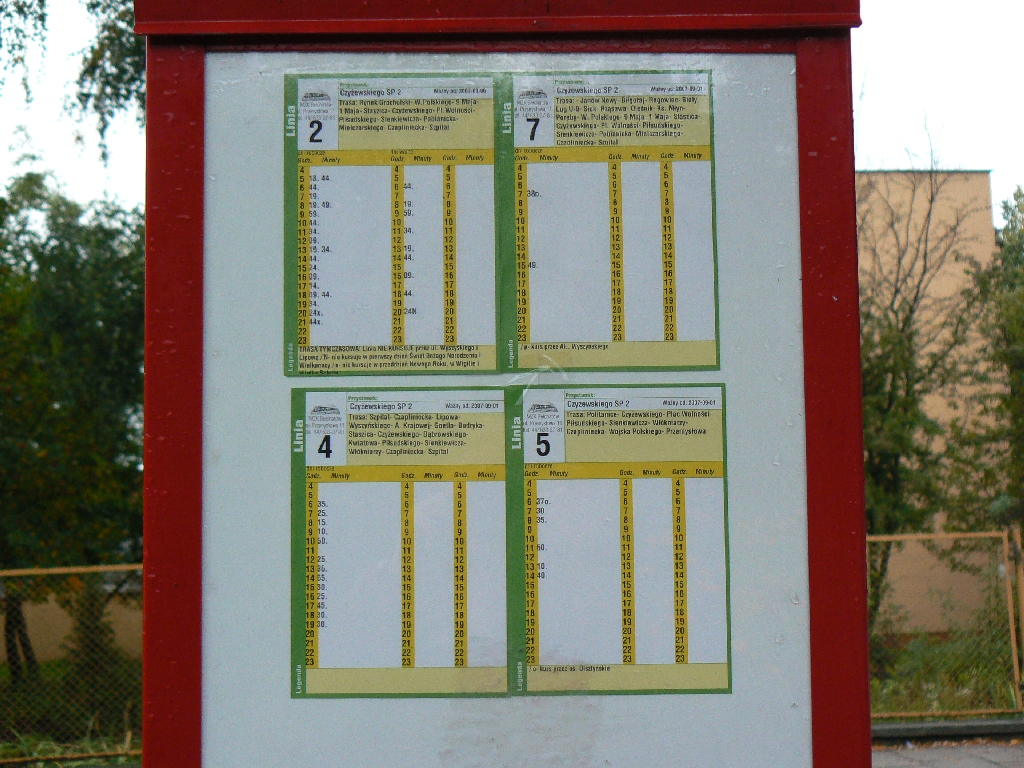
Rozkład jazdy autobusów w Bełchatowie

Rozkład jazdy – element oferty przewozowej obejmujący trasę, przystanki i godziny odjazdów.
Rozkład jazdy przeznaczony do wykorzystania przez pracowników przewoźnika nazywamy służbowym rozkładem jazdy.

## Cechy rozkładów jazdy
Typowe informacje zawarte w rozkładzie jazdy to czas przyjazdu na dany przystanek (stację), czas odjazdu, kierunek jazdy oraz oznaczenie pojazdu. Dodatkowe oznaczenia (zazwyczaj opisane w legendzie) mówią o kursach w święta, weekendy, wakacje itp.

## Formy rozkładów jazdy
- klasyczna – w pierwszej z kolumn podane są miejscowości docelowe, w kolejnej kolumnie (kolumnach) podane są godziny odjazdów. Najczęściej spotykana w komunikacji autobusowej PKS; przykład:

| Kierunek | przez     | godziny     |
| -------- | --------- | ----------- |
| Pińczów  | Jędrzejów | 5:00, 6:00  |
| Kraków   | Zakopane  | 9:00, 15:00 |

- uproszczona – podobna do powyższej z tym, że do przykładowej linii „Zakopane” dopisane są kursy przebiegające przez tę miejscowość z linii „Kraków”; przykład:

| Kierunek | przez     | godziny                 |
| -------- | --------- | ----------------------- |
| Kraków   | Jędrzejów | 5:00, 6:00, 9:00, 15:00 |
| Kraków   | Zakopane  | 9:00, 15:00             |

Ten rodzaj rozkładu (w którym powtarzają się te same odjazdy, czasem wielokrotnie) wykorzystywany był często w rozkładach kolejowych; stanowi duże uproszczenie dla podróżnych, którzy w powyższym przykładzie poszukując połączenia do Tczewa nie muszą analizować pozostałych przebiegających przez Tczew linii.
- uszeregowana według czasu odjazdów – taki rozkład jazdy zawiera chronologiczny spis wszystkich kursów; przykład:

| Kierunek           | godzina |
| ------------------ | ------- |
| Tczew              | 5:00    |
| Tczew              | 6:00    |
| Gdynia przez Tczew | 9:00    |
| Gdynia przez Tczew | 15:00   |

Taki rozkład jazdy jest szczególnie przydatny osobom, które nie planują podróży, lecz w danym momencie potrzebują skorzystać z odpowiedniego połączenia. Stosowany w rozkładach jazdy pociągów (charakterystyczne wydruki tablicy odjazdów na żółtym tle), a także w elektronicznych rozkładach jazdy na monitorach dworcowych i większych wyświetlaczach.
- indywidualna (spotykana najczęściej w komunikacji miejskiej) – każda linia opisana jest na odrębnej, niewielkiej kartce; w nagłówku jest opisana linia, poniżej, w pierwszej kolumnie podane są godziny, w kolejnych kolumnach – minuty odjazdu; przykład:

| Kursy do Tczewa |
| --------------- |
| 5:10, 25, 35    |
| 6:20, 40        |

lub podane są kolejne godziny odjazdów:
| Kursy do Tczewa | Kursy do Tczewa | Kursy do Tczewa |
| --------------- | --------------- | --------------- |
| 5:10            | 5:25            | 5:35            |
| 6:20            | 6:40            |                 |

Istnieją również w internecie e-rozkłady jazdy na stronach wydziałów transportu lub przewoźników w wersji zarówno tradycyjnej (nawiązującej do powyższych wzorców), jak i w formie wyszukiwarek. Po wpisaniu miejscowości początkowej, docelowej, czasu podróży i innych danych program podaje informacje o połączeniach.